# كلية الطب بجامعة ستانفورد
كلية الطب بجامعة ستانفورد (بالإنجليزية: Stanford University School of Medicine)‏ هي إحدى الكليات لتدريس الطب في الولايات المتحدة الأمريكية. تقع في مدينة ستانفرد في ولاية كاليفورنيا الأمريكية. نوع الشهادة الطبية التي يتم تحصيلها هناك هي دكتور في الطب.

## أساتذة بارزون
- ناغارور غوبيناث
- نورمان شمواي